# Nordfrisisk litteratur
Nordfrisisk litteratur omfatter litterære tekster, som er skrevet i nordfrisisk. I Nordfrisland skrevne tekster på tysk eller dansk regnes ikke til nordfrisisk litteratur. På grund af sprogområdets splittelse i flere dialekter viser den nordfrisiske litteratur et meget heterogent billede. Teksterne er ofte begrænset til et enkelt dialektområde. Et kulturelt centrum, som kunne påvirke og dominere sprogets og litteraturens udvikling, findes ikke.
Indtil 1800-tallet bestod den nordfrisiske litteratur af især mundtlig overleverede tekster i form af folkeeventyr og sange. Det ældste eksempel er den før-frisiske ballade A Bai a Redder (på dansk Der dansede en ridder) fra 1400-tallet. Balladen er blandet med arkaiske former og ligner tilsvarende danske og nordiske folkeviser. Balladen er overleveret i flere varianter. Af nordfrisiske folkeeventyr kan blandt andet nævnes Letj Eelke an Grat Eelke (Lille Elke og Store Elke). Fra den i 1634 oversvømmede ø Strand kendes de to folkesange Yn Miren-Söngh (En morgensang) og Yn Een-Söngh (En aftensang). Fra 1700-tallet kendes blandt andet religiøse tekster som Di Tahierer Jesu (Jesu tilhørere) og hyldestlyrik til den danske konge. 
Optakten til den moderne nordfrisiske litteratur falder sammen med romantikken, hvor mange nordfrisere for alvor blev bevidst om værdien af det truede frisiske sprog. Den første trykte bog på nordfrisisk udkom 1809 i Flensborg. Det var Jap Peter Hansens komedie Di Gidtshals (på dansk Gniepinden). Jap Peter Hansen skrev med den i 1833 udkomne fortælling Di lekkelk Stjüürman (på dansk Den lykkelige styrmand) også den første nordfrisiske roman. I 1858 udgav hans søn Christian Peter Hansen en række frisiske folkesagn fra sin hjemø Sild. Allerede 1855 udgav Christian Johansen fra Amrum fortællingen Arammud an Dögganhaid bi-rköödar (Fattigdom og dyd hos hinanden). Af 1800-tallets lyrikere kan nævnes Bende Bendsen fra Risum. 
Den litteraturhistorisk mest produktive fase nåede den nordfrisiske litteratur i 1900-tallets første halvdel med forfattere som Jens Emil Mungard fra Sild, Lorenz Conrad Peters fra Før samt Nis Albrecht Johannsen fra Bøkingherred. Den tyske nationalsocialisme standsede imidlertid den videre udvikling. Først i sidste fjerdedel af 1900-tallet kom igen bevægelse i den litterære produktion. I 1976 publicerede en gruppe nordfrisiske studerende antologien friisk fees (Frisiske vers). Af nyere nordfrisiske forfattere kan blandt andet nævnes Ellin Nickelsen fra Før med fortællingen Jonk Bradlep (Mørk bryllup) og Ingwer Nommensen fra fastlandet med en række dels satiriske teaterstykker som De frasche Hamlet (Den frisiske Hamlet) og Kinning Abel (Kong Abel). I 2000 udkom med Loow nü e Hiire (Lover Herren) den første salmebog på nordfrisisk. Bogen blev udgivet af Nordfriisk Instituut. Siden 2001 afholdes hvert år skrivekonkurrencen Ferteel iinjsen (Fortæl engang). 

## Eksterne links
- Nordfriisk Instituut: Zur Entwicklung der nordfriesischen Literatur Arkiveret 23. marts 2010 hos  Wayback Machine (tysk)